# Генерална превенция
Генералната превенция е въздействието на изпълнението на наказанието върху обществото с цел въздържане от извършване на престъпления.
Първото условие за осъществяването на генералната превенция е законодателното – наличието на такъв материален закон или Наказателен кодекс, посредством който правоприлагащите органи (прокуратура и съд) да постигнат целите на наказанието.
Второто условие за осъществяването на генералната превенция е функционалното състояние на съдебната власт, т.е. на правоприлагащите органи.
Генералната превенция има пряко отражение върху правосъзнанието и правната култура. Същественото за генералната превенция е не строгостта на наказанието, а неговата неотвратимост, което ще рече разкриваемостта и наказуемостта на правонарушенията.
Генералната превенция преследва две основни цели:
1. Общовъзпитателна цел – да въздейства върху интелекта на останалите граждани да не вършат престъпления;
2. Предупредително-възпираща психологическа цел – да въздейства върху волята на останалите граждани – сплашвайки ги с наказанието на осъдения, респективно на осъдените.